# Adoption (Schweiz)
Die Adoption ist im Familienrecht der Schweiz die rechtliche Begründung eines Eltern-Kind-Verhältnisses zwischen dem Annehmenden und dem Kind ohne Rücksicht auf die biologische Abstammung.

## Voraussetzungen

### Gemeinschaftliche Adoption durch ein Ehepaar
Die Adoption ist im Schweizer Zivilgesetzbuch in den Art. 264–269c geregelt. Die Adoptiveltern müssen mindestens 28 Jahre alt sein und seit mindestens 3 Jahren einen gemeinsamen Haushalt führen (bis 2017 mindestens 35 Jahre alt oder mindestens 5 Jahre verheiratet), das Kind soll sich mindestens ein Jahr in Familienpflege bei ihnen befinden. Weiter muss das Ehepaar mindestens 16 Jahre und (seit 2018) höchstens 45 Jahre älter sein als das zu adoptierende Kind. Seit 2018 sind aus Gründen des Kindeswohls Ausnahmen vom Mindestalter und vorgeschriebenen Altersabstand möglich.
Da zum 1. Juli 2022 die gleichgeschlechtliche Ehe eingeführt wurde, können seitdem auch gleichgeschlechtliche Ehepaare ein Kind adoptieren.

### Einzeladoption
Eine Einzelperson, die ein Kind adoptieren will, muss mindestens 28 (bis 2017 35 Jahre) alt sein. Der Altersunterschied zwischen der Einzelperson und dem zu adoptierenden Kind muss mindestens 16 Jahre und (seit 2018) höchstens 45 Jahre betragen. Seit 2018 sind aus Gründen des Kindeswohls Ausnahmen vom Mindestalter und vorgeschriebenen Altersabstand möglich.

### Eingetragene Partnerschaft und faktische Lebensgemeinschaft
Das Bundesparlament beschloss 2016, die Adoption leiblicher Kinder durch Personen, die in einer eingetragenen Partnerschaft («Regenbogenfamilie») oder einer faktischen Lebensgemeinschaft (ohne durch eine Ehe oder eingetragene Partnerschaft gebunden zu sein) leben, zuzulassen; der diesbezügliche Artikel 264c des Zivilgesetzbuches trat am 1. Januar 2018 in Kraft. Damit gelten jetzt die gleichen Voraussetzungen wie bei einer Adoption des Kindes des Ehepartners (siehe unten). Die gemeinschaftliche Adoption nichtleiblicher Kinder ist weiterhin verboten. Auch die künstliche Befruchtung ist bei einer eingetragenen Partnerschaft nicht erlaubt.

### Adoption eines Kindes des Ehepartners
Es müssen die unten aufgeführten grundlegenden Voraussetzungen erfüllt werden, um das Kind des Ehepartners adoptieren zu können.
Der adoptierende Partner muss mindestens 3 Jahre mit dem Elternteil des Kindes, das er adoptieren möchte, einen gemeinsamen Haushalt führen (bis 2017 mindestens 5 Jahre verheiratet sein). Der adoptierende Partner muss mindestens 16 Jahre und (seit 2018) höchstens 45 Jahre älter sein als das zu adoptierende Kind. Seit 2018 sind aus Gründen des Kindeswohls Ausnahmen vom vorgeschriebenen Altersabstand möglich.
Es ist auch die Zustimmung des anderen leiblichen Elternteils erforderlich. Es gibt Ausnahmen, wo davon abgesehen werden kann. Wenn der Elternteil nicht bekannt ist oder seit mehr als zwei Jahre einen unbekannten Aufenthalt hat oder abwesend ist. Wenn der Elternteil urteilsunfähig ist oder sich nie ernsthaft um das Kind gekümmert hat.

### Auflagen für die Adoption
Es gibt viele verschiedene Auflagen, hier drei Beispiele:
- Die gesamten Umstände, namentlich die Beweggründe der künftigen Adoptiveltern, lassen erwarten, dass die Adoption dem Wohl des Kindes dient.
- Das Wohl anderer Kinder der künftigen Adoptiveltern wird nicht gefährdet.
- Der Adoption stehen keine rechtlichen Hindernisse entgegen.

Die Auflistung aller Kriterien können in der eidgenössischen Adoptionsverordnung eingesehen werden.

## Wirkungen der Adoption
Das Adoptivkind erhält die Rechtsstellung eines leiblichen Kindes der adoptierenden Personen. In der Regel erlischt das bisherige Kindesverhältnis.
Die adoptierte Person erhält auch den Familiennamen der verheirateten Eltern bzw. denjenigen des Einzeladoptierenden. Der ursprüngliche Name erlischt automatisch (Art. 267a ZGB).

## Anfechtung
Eine ausgesprochene Adoption ist endgültig. Es ist lediglich eine fristgebundene Anfechtung unter den Voraussetzungen der Art. 269, Art. 269a, Art. 269b ZGB möglich.